# Takovo osiguranje Kragujevac
Takovo osiguranje Kragujevac (code BELEX : TKOSM) était une entreprise serbe qui avait son siège social à Kragujevac. Elle travaille dans le secteur des assurances. En 2014, elle perd sa licence d'exploitation, ce qui provoque la cession de ses activités.

## Histoire
Takovo osiguranje Kragujevac a été admise au libre marché de la Bourse de Belgrade le 20 décembre 2005.
En 2014, la Banque nationale de Serbie révoque la licence d'exploitation de Takovo, seulement quelques jours avant son rachat par la compagnie d'assurances allemande Ergo. Selon la banque nationale de Serbie, Takovo manquait de fonds de réserves pour opérer dans la légalité. En 2020, cette affaire réémerge. Selon certaines sources, l'influente famille serbe Nikolić opérait un système d'extorsion sur de nombreux hommes d'affaires, les forçant à donner des sommes substantielles à la Fondation Dragica Nikolić sous peine de représailles. La compagnie d'assurance Takovo aurait refusé de céder à ces menaces, ce qui a mené à la perte de sa licence pour opérer et la cession de ses opérations.

## Activités
Takovo osiguranje proposait des assurances pour les biens et les personnes, des assurances auto et des assurances voyage. Parmi sa gamme de produits figuraient aussi des assurances spécifiques pour les risques liés à l'agriculture.
La société, avec environ 200 succursales, couvrait l'ensemble du territoire de la Serbie. Elle possèdait la société de courtage Šumadija broker Kragujevac, ainsi que la chaîne de télévision régionale Kanal 9.

## Données boursières
Le 24 juin 2013, l'action de Takovo osiguranje Kragujevac valait 3 497 RSD (30,50 EUR). Elle a connu son cours le plus élevé, soit 15 000 RSD (130,84 EUR), le 21 mai 2007 et son cours le plus bas, soit 1 800 RSD (15,70 EUR), le 5 avril 2006.
Le capital de Takovo osiguranje Kragujevac était détenu à hauteur de 45,75 % par des personnes physiques et à hauteur de 43,53 % par des entités juridiques dont 10,73 % par Auto Takovo d.o.o..